# Charleen Deetz
Charleen Deetz (* 1. Juli 1995 in Berlin) ist eine deutsche Schauspielerin.

## Leben
Charleen Deetz hatte 2008 eine erste Episodenrolle in der ZDF-Serie KDD – Kriminaldauerdienst. 2009 war sie im ZDF-Fernsehzweiteiler Entführt von Matti Geschonneck als 13-jährige Hannah Bergmann zu sehen, ihre Filmeltern verkörperten Nina Kunzendorf und Mark Waschke. 2012 übernahm sie in der Krimireihe Tatort in der Folge Kinderland die Rolle der Janina, 2015 spielte sie im Tatort in der Folge Kälter als der Tod an der Seite von Emily Cox die Rolle der Jule Sanders.
Seit 2015 verkörpert sie in der ARD-Krimireihe Der Bozen-Krimi die Rolle der Laura Schwarz, neben Chiara Schoras, die als ihre Stiefmutter Sonja besetzt ist. Weitere Episodenrollen hatte sie unter anderem in den Serien Notruf Hafenkante, Letzte Spur Berlin, In aller Freundschaft und In aller Freundschaft – Die jungen Ärzte , Alles Klara, SOKO Wismar, Die Kanzlei. In der ZDF/ORF-Heimatfilm-Reihe Lena Lorenz war sie 2019 in zwei Folgen als Marlene Kleefelder zu sehen.

## Filmografie (Auswahl)
- 2008: KDD – Kriminaldauerdienst – Geständnisse (Fernsehserie)
- 2009: Entführt (Fernsehfilm)
- 2009: Inga Lindström – Mia und ihre Schwestern (Fernsehserie)
- 2010: KDD – Kriminaldauerdienst – Schlaflos (Fernsehserie)
- 2010: Boxhagener Platz (Kinofilm)
- 2011: Löwenzahn – Wasserkraft – Das Rätsel der alten Mühle (Fernsehserie)
- 2012: Notruf Hafenkante – Alte Schule (Fernsehserie)
- 2012: Tatort: Kinderland (Fernsehreihe)
- 2013: Letzte Spur Berlin – Freundschaftsdienst (Fernsehserie)
- 2013: In aller Freundschaft – Auf die harte Tour (Fernsehserie)
- 2013: Alles Klara – Zur Strecke gebracht (Fernsehserie)
- 2014: Bella Casa – Hier zieht keiner aus! (Fernsehreihe)
- 2015: Tatort: Kälter als der Tod (Fernsehreihe)
- 2015: Ostwind 2 (Kinofilm)
- seit 2015: Der Bozen-Krimi (Fernsehreihe)
  - 2015: Wer ohne Spuren geht
  - 2016: Das fünfte Gebot
- 2016: Das Geheimnis der Hebamme (Fernsehfilm)
- 2017: SOKO Wismar – Knock-out (Fernsehserie)
- 2017: In aller Freundschaft – Jenseits der Schmerzgrenze (Fernsehserie)
- 2019: Die Kanzlei – Ohne Spuren (Fernsehserie)
- 2019: Lena Lorenz – Geschwisterliebe / Schatten und Licht (Fernsehserie)
- 2019: Jenny – echt gerecht – Das Wellness-Wochenende (Fernsehserie)
- 2019: In aller Freundschaft – Die jungen Ärzte – Notlösungen (Fernsehserie)
- 2020: SOKO Stuttgart – Hexentanz (Fernsehserie)
- 2020: Katie Fforde: Für immer Mama (Fernsehfilm)
- 2022: SOKO Köln – Party bis zum bitteren Ende (Fernsehserie)
- 2024: Die Liebeskümmerer